# Nicholsina usta
Nicholsina usta és una espècie de peix de la família dels escàrids i de l'ordre dels perciformes.

## Morfologia
Els mascles poden assolir els 30 cm de longitud total.

## Subespècies
- Nicholsina usta collettei (Schultz, 1968).
- Nicholsina usta usta (Valenciennes, 1840).

## Distribució geogràfica
Es troba des de Nova Jersey (Estats Units) i el nord del Golf de Mèxic fins al Brasil. Absent de Bermuda, les Bahames i les Índies Occidentals (llevat de les Grans Antilles).